# Xian Y-20
Xian Y-20, förkortat Y-20 (kinesiska: 运-20?, pinyin: yùn-20), är ett kinesiskt fyrmotorigt transportflygplan som tillverkas av den kinesiska flygtillverkaren Xi'an Aircraft Industrial Corporation. Enligt chefsdesignern Tang Changhong (唐长红) kan flygplanet komma att användas både för militära och civila insatser som vid katastrofhjälp. Flygplanet bär kodnamnet Kunpeng (kinesiska: 鲲鹏?, pinyin: kūnpéng) som är hämtat från kinesisk mytologi där Kunpeng är en gigantisk "fågelfisk" som kunde flyga tusentals mil.

## Bilder

En modell av en Xian Y-20.
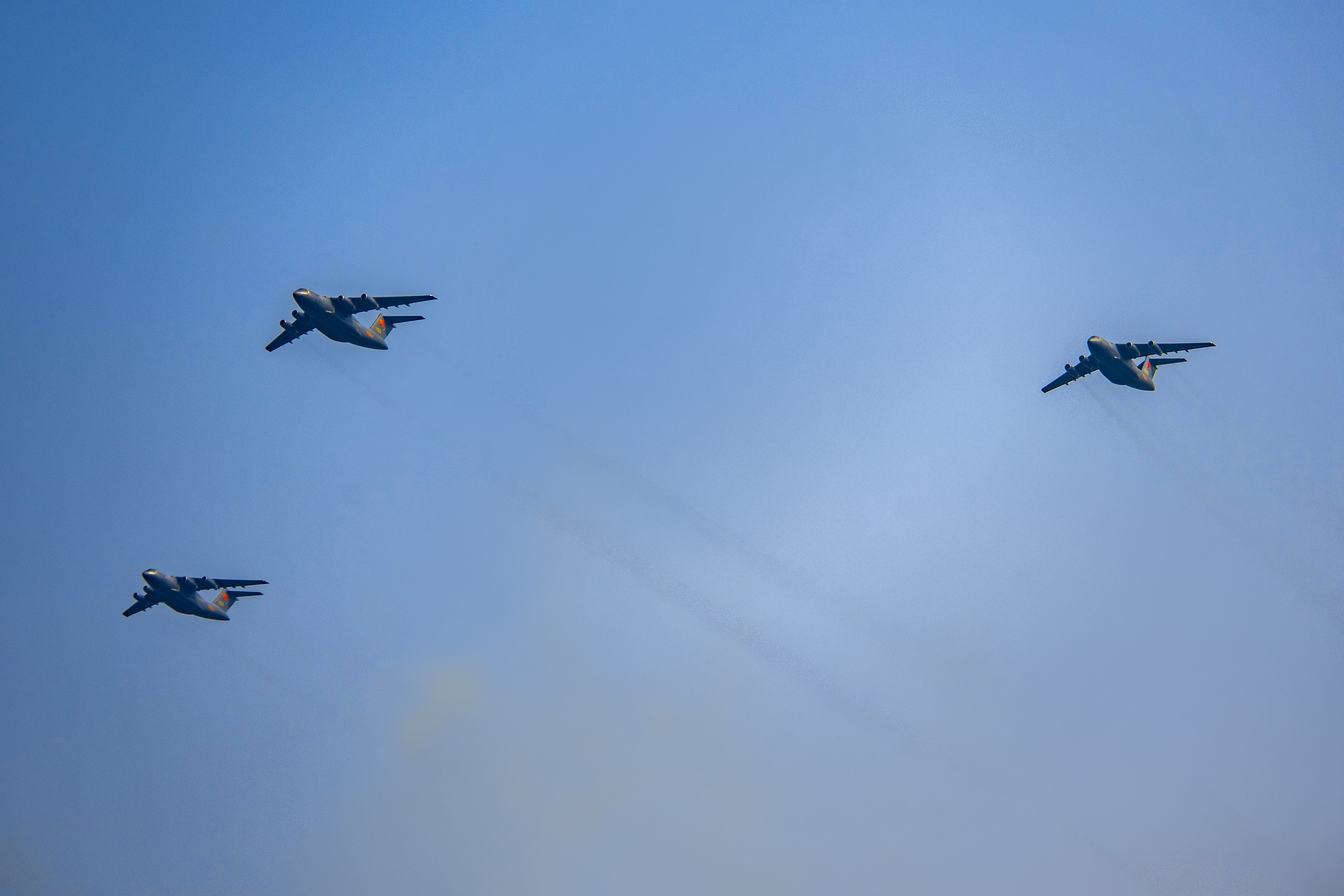
Tre stycken Xian Y-20 flyger i formation.
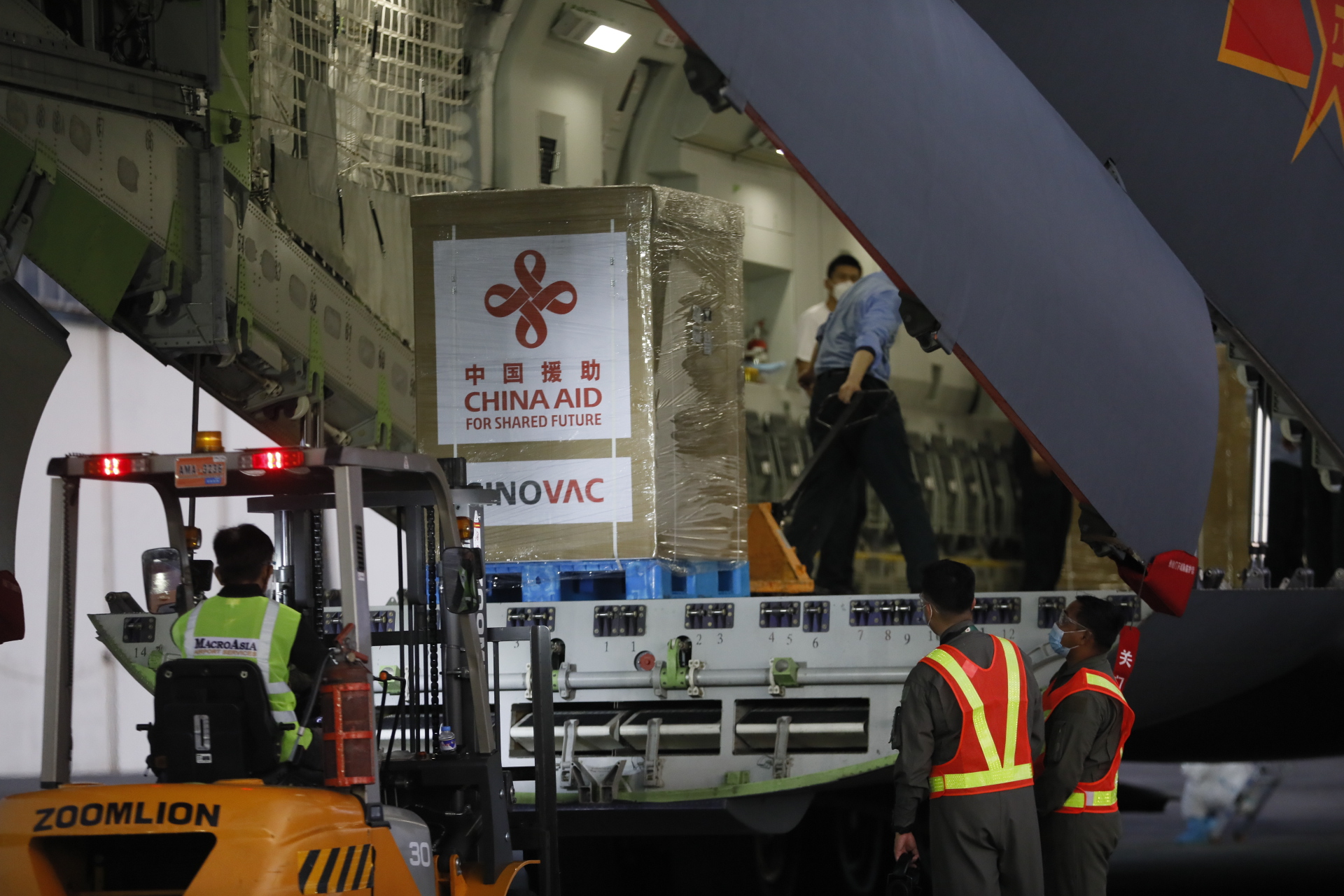
En gaffeltruck lastar av ett paket med vaccin från en Xian Y-20.